# Cut Here
«Cut Here» es el trigésimo tercer sencillo de la banda británica The Cure. El sencillo se lanzó inicialmente en el álbum Greatest Hits de 2001. Alcanzó la posición número 54 en la lista UK Singles Chart de Reino Unido. La canción fue regrabada más tarde en 2001 para el lanzamiento Acoustic Hits, que contiene dieciocho regrabaciones de canciones anteriores de la banda usando guitarras acústicas

## Composición
La canción recibe su título por el hecho que Robert Smith creía que sería la última canción que The Cure grabaría. Es también un anagrama del nombre del grupo. La letra de la canción trata sobre el suicidio, en 1997, de su amigo Billy Mackenzie, cantante de The Associates.
Originalmente, se pretendía que «Cut Here» fuese el lado B del sencillo, asumiendo «Signal to Noise» el papel de lado A. Este hecho se confirmó en Join the Dots, que incluye una versión acústica de «Signal to Noise» destinada en principio a aparecer en Greatest Hits.
«Signal to Noise» fue tocada de manera habitual en los directos de la banda en 2005 ya que a Porl Thompson le gustaba mucho el tema. Es una de los pocos lados B del grupo que se tocan de manera regular en los directos —la última fue «The Big Hand» en 1992—.«Cut Here» fue tocada en algunas ocasiones en los directos entre 2001 y 2002, también fue tocada en vivo en Live in Denver, Riot Fest, el 20 de septiembre de 2014.

## Historia detrás de la Letra
La persona específica citada en la letra en la canción "Too much rush to talk to Billy / Demasiada prisa para hablar con Billy" es su amigo Billy Mackenzie, cantante de la banda escocesa de New Wave The Associates de 1979, quien se suicidó en 1997 con 39 años, a causa de una severa depresión por el fallecimiento de su madre. Según se ha publicado Smith explicó en una supuesta entrevista: "Él estaba con nosotros para el video "Mint Car". Bebieron en una mesa y se suponía que iban a reunirse la semana después para tomar unas copas juntos. Después de eso él se fue y no hablé más con él y poco después, la familia de Billy me anunció que se había suicidado. Otra versión cuenta que, según el libro de David Roberts (2006). British Hit Singles & Albums editado en Londres; el encuentro fallido se habría realizado semanas antes de su muerte tras bastidores en un concierto de The Cure en Inglaterra. Todo apunta a la culpa de no haber podido dedicarle un poco más de tiempo a su conversación ese día y quizás ayudarlo con su depresión. Es importante mencionar que el mensaje final de la canción es siempre estar disponible para las personas cercanas que lo requieran y en especial aquellos que tienen o puedan tener algún grado de depresión o trastorno emocional, después puede ser muy tarde.

## Lista de canciones
| Sencillo en CD |                            |          |  |
| N.º            | Título                     | Duración |  |
| 1.             | «Cut Here»                 | 4:12     |  |
| 2.             | «Signal To Noise»          | 4:06     |  |
| 3.             | «Cut Here» (Missing Remix) | 5:52     |  |
| 4.             | «Cut Here» (Video)         | 4:10     |  |

| CD promocional |            |          |  |
| N.º            | Título     | Duración |  |
| 1.             | «Cut Here» | 4:12     |  |

| CD promocional Estados Unidos |                         |          |  |
| N.º                           | Título                  | Duración |  |
| 1.                            | «Cut Here» (Radio Edit) | 4:12     |  |

## Músicos
- Robert Smith - guitarra, voz, bajo de seis cuerdas, teclado
- Simon Gallup - bajo
- Perry Bamonte - guitarra
- Roger O'Donnell - teclado
- Jason Cooper - batería